# Tà-tà tì-tì zin-zin bum
Tà-tà tì-tì zin-zin bum (Toot, Whistle, Plunk and Boom) è un film del 1953 diretto da Ward Kimball e Charles August Nichols. È un cortometraggio animato, prodotto dalla Walt Disney Productions e uscito negli Stati Uniti il 10 novembre 1953 e fu il primo corto animato ad essere distribuito dalla Buena Vista Distribution. Il corto vinse l'Oscar al miglior cortometraggio d'animazione ai Premi Oscar 1954.
Il corto fu distribuito nei cinema italiani anche col titolo Suona, fischia, canta e balla.

## Distribuzione

### Edizione italiana
Il corto fu distribuito in Italia nel maggio 1968 e venne abbinato al film La leggenda di Lobo con il titolo Suona, fischia, canta e balla; con un primo doppiaggio eseguito dalla C.D.C. con la supervisione di Roberto De Leonardis. Il doppiaggio originale venne poi incluso nel 1985 nella VHS Serie oro - Il meglio di Disney: I favolosi anni 50. Nel 1992, per la messa in onda televisiva, il corto fu ridoppiato dal Gruppo Trenta. Quest'ultimo doppiaggio fu incluso nel 2000 nell'edizione DVD del film Fantasia 2000, e venne poi usato nelle varie successive occasioni.

### Cinema
- La leggenda di Lobo (maggio 1968)[3][4]

### Edizioni home video

#### VHS
- Serie oro - Il meglio di Disney, dicembre 1985[5]

#### DVD
Il corto é incluso nel DVD del 2000 di Fantasia 2000.